# Windthorstbund
Der Windthorstbund war die Jugendorganisation der katholischen Zentrumspartei und nach dem Reichstagsabgeordneten Ludwig Windthorst benannt.

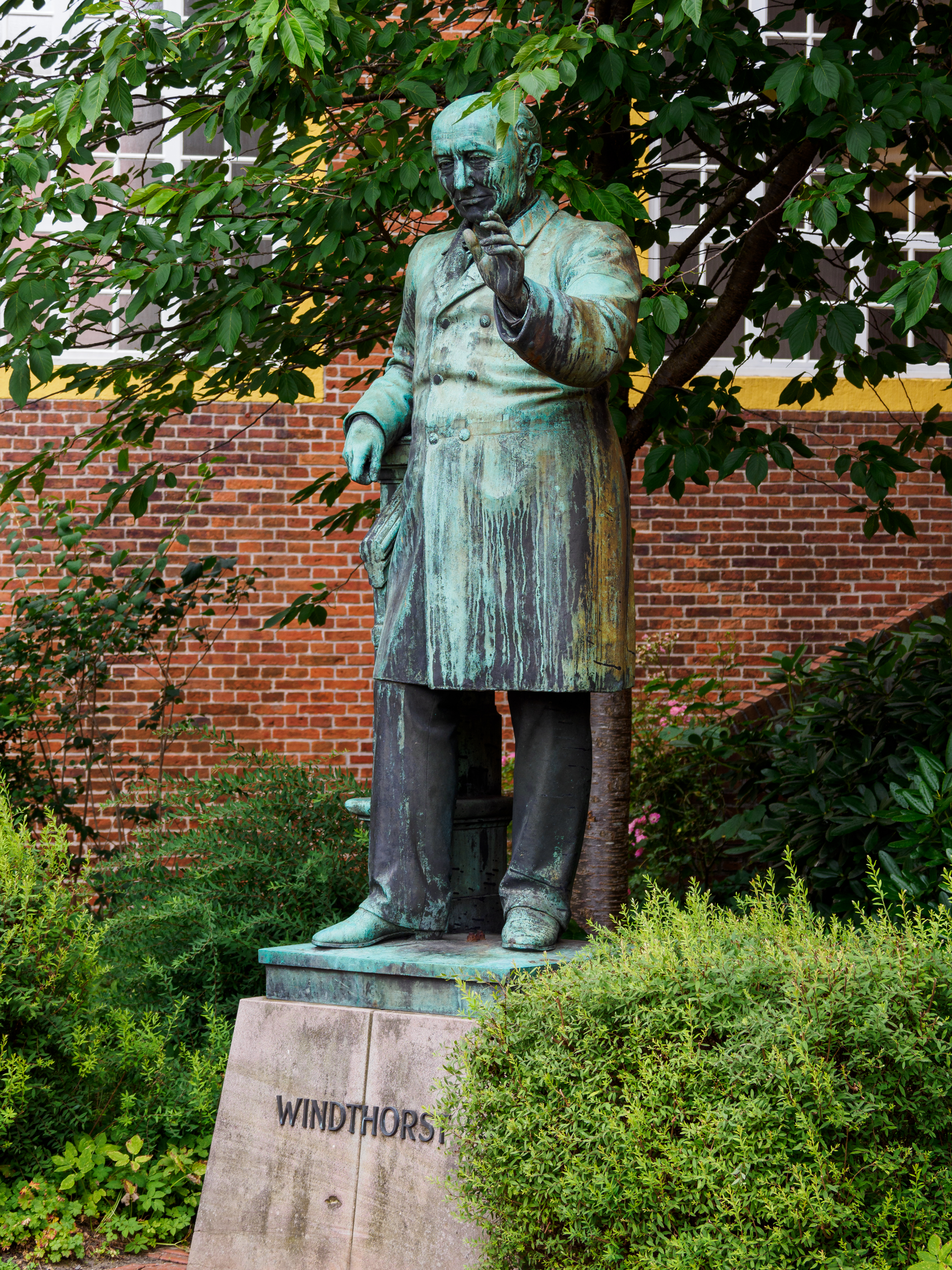
Windthorst-Denkmal in Meppen

Aufgabe der Windthorstbünde war es, Kontakte zu den katholischen Jugendverbänden zu knüpfen. Die Zentrumspartei sah die Aufgaben der jungen Parteimitglieder in der politischen Erziehung der Jugend im Sinne der Zentrumspolitik. In den ersten Jahren der jungen Republik verfolgte der Windthorstbund eigene Interessen und löste sich von denen der Partei.

## Geschichte
Seit 1895 gründeten sich immer mehr Windthorstbünde. 1903 gab es bereits ein erstes Treffen von Vertretern aller deutschen Windthorstbünde. Darüber hinaus organisierten sie öffentliche Vorträge, die anschließend in Auflagen von bis zu 30.000 Exemplaren gedruckt wurden. So wirkten die Mitglieder stark in die politische Öffentlichkeit hinein.
Die Windthorstbünde besaßen ein eher lockereres Verhältnis zur Partei. Sie bestanden überwiegend aus jungen Katholiken, die regelmäßig politische Fragen aus katholischer Sicht diskutierten und sich insbesondere im Wahlkampf der katholischen Volkspartei zur Verfügung stellten, denn es gab um 1900 im Zentrum noch keine Parteiorganisation im heutigen Sinne. Zu den Wahlen traten jeweils Wahlkomitees zusammen, die nach der Abstimmung wieder auseinandergingen. Die Windthorstbünde waren insofern nicht nur politische Fortbildungskurse der jungen katholischen Männerwelt, sondern Keimzelle einer Parteiorganisation des Zentrums.
Ab 1923 bildete sich eine eigene Initiative des Windthorstbundes, welche auf eine Reformierung des Staates im Sinne eines christlich fundierten Sozialismus abzielte. Aufgrund dieses Programms schien es den jungen Parteimitgliedern unmöglich, in Ämter gewählt zu werden, so dass sie von der Politik Abstand nahmen.
Mit den Mai-Wahlen 1928 änderte sich dies, als Ludwig Kaas an die Spitze der Zentrumspartei gewählt wurde. Das Zusammenrücken von Partei und Kirche brachte auch die Jugend wieder näher an das Zentrum heran, so dass im Laufe der nächsten Jahre die Windthorstbünde dem Kurs der Mutterpartei folgten. Der Charakter einer autonomen Parteijugend blieb den Bünden jedoch während der ganzen Weimarer Zeit erhalten.
Im Wahlkampf 1932 verfolgten sie das Ziel: „Nicht Sowjetstern – Nicht Hakenkreuz! Nicht Klassenkampf und Herrenklub! Ein freies Volk im christlichen Volksstaat!“
Der Windthorstbund gehörte zudem zu den Kreisen im Zentrum, die auch im Reichsbanner Schwarz-Rot-Gold engagiert mitarbeiteten.
Nach 1945 gründete sich der Windthorstbund neu. Zu den Mitgründern gehörten Gerhard Ribbeheger aus Haltern und Heinz Körner.

## Bekannte Mitglieder
- Bernhard Bauknecht (1900–1985), Politiker (CDU) und Bauernfunktionär
- Wilhelm Bitter (1886–1964), Politiker (Zentrum, später CDU)
- Eugen Bolz (1881–1945), Politiker (Zentrum) und Widerstandskämpfer
- Johannes Brockmann (1888–1975), Politiker (Zentrum), Mitglied des Landtags von Nordrhein-Westfalen und Mitglied des Bundestags
- Elisabeth Enseling (1907–1998), Politikerin (CDU), Mitglied des Deutschen Bundestags
- Johannes Caspers (1910–1986), Politiker (CDU) und Mitglied des Bundestags
- Matthias Erzberger (1875–1921), Publizist, Politiker (Zentrum) und Reichsminister
- Bernhard Günther (1906–1981), Politiker (Zentrum, später CDU)
- Joseph Illerhaus (1903–1973), Politiker (CDU), Mitglied des Bundestags und Mitglied des Europaparlaments
- Karl Korn (1903–1974), Politiker (CDU) und Mitglied des Landtags von Nordrhein-Westfalen
- Heinrich Krone (1895–1989), Politiker (Zentrum, später CDU) und Bundesminister
- Gerhard Möbus (1912–1965), Hochschullehrer (Pädagoge, Psychologe und Politologe)
- Alwin Reinke (1877–1949), Rechtsanwalt, Lokalpolitiker (Zentrum) und Schriftsteller
- Gerhard Ribbeheger (1918–2007), Politiker (Zentrum) und Mitglied des Bundestags
- Bernhard Roßhoff (1908–1986), Politiker (Zentrum, später CDU)
- Joseph Roth (1896–1945), Politiker (Zentrum) und katholischer Märtyrer
- Theodor Scharmitzel (1878–1963), Politiker (Zentrum, später CDU)
- Herbert Scholtissek (1900–1979), Politiker (Zentrum, später CDU)
- Anton Storch (1892–1975), Politiker (Zentrum, später CDU) und Bundesminister
- Hans Wagner (1915–1996), Politiker (CDU), Lehrer und Mitglied des Landtags von Hessen
- Wilhelm Weskamp (1903–1986), Politiker (Zentrum, später CDU)
- Helene Wessel (1898–1969), Politikerin (Zentrum, später SPD)

## Nachkriegseinfluss
Eine ganze Reihe der ehemaligen Mitglieder des Windthorstbundes schloss sich nach 1945 der CDU an. Sie setzten sich dort meist für die gesellschaftlichen Vorstellungen ein, die schon von diesem Bund vertreten worden waren. Aktiv beteiligt waren einige von ihnen an der Erarbeitung des Ahlener Programms, das im Februar 1947 von einer Tagung in Ahlen beschlossen, seiner „linken“ Prägung wegen jedoch auf Druck Konrad Adenauers sofort darauf wieder kassiert wurde. In Niedersachsen, im Rheinland und in Westfalen gründeten sich nach 1945 als Jugendorganisation des Zentrums wieder einige Vereinigungen des Windthorstbundes. 